# 法政大学第三中・高等学校
法政大学第三中・高等学校（ほうせいだいがく だいさんちゅう・こうとうがっこう）とは、かつて茨城県石岡市半ノ木に所在した私立中学校・高等学校。

## 前史
財団法人大日本飛行協会が、昭和16年（1941年）6月7日に開設した大日本飛行協会中央滑空訓練所が本校の前身的存在である。戦時色の濃くなる中、航空兵を養成する学校として作られた。昭和19年（1944年）には専門学校令に基づき大日本滑空工業専門学校（設置者・財団法人大日本滑空工業専門学校）に改組されたが、敗戦により状況が一変、昭和20年（1945年）10月に筑波工業専門学校に改称し、設置者名を筑波学園に改め、軍関係者を除いての再出発を図り、翌年には筑波中学校（旧制）を併設した。
しかし学校の立地自体が悪いことや、終戦直後の物資不足による施設の不備、生徒の確保が十分に行えないことなどが原因で筑波学園は経営が悪化する。一方で東京の法政大学は戦災のため校舎の確保に悩んでいたところであり、両学園の理事を務めていた中野勝義の発案により、両者が合併することとなった。財団法人筑波学園が昭和23年（1948年）3月に財団法人法政大学へ吸収合併されると、石岡の校地には法政大学予科石岡分校（昭和24年（1949年）に教養部石岡分校に改組）が設立され、入れ替わるように筑波工専は在学生を法政工業専門学校（現・法政大学理工学部）に転籍させ、昭和24年（1949年）3月をもって廃校となった。

## 三中・高時代
筑波工専廃止後に残された旧制筑波中学校は、昭和23年（1948年）に、学制改革により法政大学第三中学校（新制）に、翌昭和24年（1949年）には法政大学第三高等学校（新制）に移行した。しかし、筑波学園時代から続く立地の悪さにより、生徒確保が困難であったため、昭和25年度（1950年度）に教養部石岡分校が川崎市の木月本校に統合され、第三中・高も、昭和27年度（1952年度）より生徒募集を停止し、昭和30年（1955年）3月に最後の卒業生を出した後、廃止された。同地は法政大学石岡総合運動場（石岡総合体育施設 北緯36度14分13.0秒 東経140度15分36.0秒 / 北緯36.236944度 東経140.260000度）となって、学生たちの合宿などに利用されていたが、2023年5月末をもって閉鎖された。

### 校長
- 駒林栄太郎（1949年度 - 1952年度）
- 錦織理一郎（事務取扱、1953年度 - 廃止）